# 新潮社 (中國)
新潮社，中華民國大陸時期北京大學學生組織，成立於1918年11月19日。由北京大學學生傅斯年、羅家倫、顧頡剛、徐彥之、汪敬熙、何思源、杨振声、江绍原、康白情、李小峰、孙伏园、俞平伯等人，為響應新文化運動而發起成立之學生社團。

## 主張
新潮社獲胡適協助，以制定政治、學術和史學上的方針。政治態度上，新潮社支持個人主義。當時北大校長蔡元培不贊成師生參與政治活動，受北大精神影響，新潮社也強調學術超越政治，一直不過問政治，北大雖然有責任改善社會，但社會行動絕非好事；研究課題應視乎學者的個人興趣，不在乎研究課題的直接用途。成員如顧頡剛，即專注發展國學，離開政治。
新潮社的中心思想是「合乎時代的要求」，這一點受19世紀的社會達爾文主義及美國學者约翰·杜威的實驗主義影響。知識份子的責任是，發現當代中國社會的需要，加以推動，並要了解歷史的潮流，以探求現代中國應取的方向。史學上，新潮社主張建立「信史」，重視歷史發展的過程，為中國建立新學風。國學研究的目的，是決定現代中國的方向，使中國社會脫離舊轍。

## 活動
新潮社希望出版一份代表學生的新刊物以與《新青年》競爭，於1919年1月1日出版《新潮》，由傅斯年及羅家倫擔任編輯。《新潮》的出版，得到北大教授胡適贊助，但被另一些北大學者創辦的短命期刊《國故》批評。1921年，《新潮》停刊，但新潮社仍繼續關懷中國歷史問題。